# 喜敦控股
喜敦控股有限公司，簡稱喜敦控股（英語：HEETON HOLDINGS LIMITED，SGX：5DP），在1976年由卓開清（主席）創立，現時專門在新加坡、中國內地經營产业发展、产业投资、市场营运和其他產業。
現時由總裁為卓業榮。總部位於60 Sembawang Road #01-02/03 Hong Heng Mansions Singapore 779088，股份在2003年9月8日於新加坡交易所創業板（凱利板前身）上市，其後在2007年8月31日轉在主板上市。招股價為0.21新加坡元，發行股份為30,500,000股，集資額為6,500,000新加坡元。
而在2006年，喜敦控股已完成收購九江啤酒廠。

## 連結
- Heeton.com